# 安德魯·杜蘭特
安德魯·杜蘭特（英語：Andrew Durante；1982年5月3日—）是一位新西蘭足球運動員，出生在澳大利亞悉尼。杜蘭特在場上的位置是後衛。在2013年正式成為新西蘭國民之後，杜蘭特也代表新西蘭國家足球隊參加各級國際賽事。

## 外部連結
- Wellington Phoenix player profile
- OZ Football player profile （页面存档备份，存于）